# Ардверики
Ардверики (англ. Ardverikie House) — замок XIX века в стиле шотландских баронов. Расположен на берегу озера Лагган, в деревне Кинлох-Лагган, в общине Ньютонмор, в графстве Инвернесс, в Северо-Шотландском нагорье, Великобритания. Замок прославился как вымышленное поместье Гленбогл в сериале BBC «Монарх долины».

## История

### XIX век
Земли, на которых стоит замок, исторически принадлежали клану Макферсон. На месте будущей резиденции располагался небольшой охотничий домик. В 1844 году 20-й лидер клана Юэн Макферсон сдал поместья Бенальдер и Ардверики в аренду 2-му маркизу Джеймce Гамильтону, 1-му герцогу Аберкорну, пэру Ольстера и Шотландии, «одному из законодателей моды в растущем интересе к охоте на оленей в Шотландии». Маркиз расширил здание. Он был с ним в дружеских отношениях с принцем-консортом Альбертом Саксен-Кобург-Готским, мужем королевы Виктории. Эти мужчины вдвоём провели три недели в Ардверике в конце лета 1847 года.
В 1860 году маркиз Аберкорн передал право аренды поместья лорду Генри Бентинку, другому энтузиасту охоты. Новый хозяин проживал здесь до своей смерти в 1870 году.
Сэр Джон Уильям Рамсден в 1871 году приобрёл лесные чащи местностей Ардверики и Бенальдер за 107 500 фунтов стерлингов. В 1873 году прежний дом сгорел во время сильного пожара. Тогда владелец земли решил построить новую просторную резиденцию. Строительные работы велись с 1874 по 1878 год. Замок возвели в популярном в ту эпоху стиле шотландской баронской архитектуры. Автором проекта стал архитектор Джон Райнд.

### XX век
Сын Джона Рамсдена, сэр Джон Фрешвилл Рамсден, унаследовал земли после смерти своего отца в 1914 году. Большая часть земли была распродана после завершения Второй мировой войны. В 1956 году сэр Джон передал поместье Ардверики вместе с замков семейной компании под председательством своего сына, сэр Уильяма Пеннингтона-Рамсдена. Компания Ardverikie Estate Limited до сих пор владеет и управляет поместьем. На территории поместья построены коттеджи, который сдаются в аренду. Сам замок можно снять для проведения свадебных торжеств, семинаров или праздничных мероприятий.

## Замок в популярной культуре
Замок Ардверики и окружающие его земли на раз использовались для съёмок фильмов и сериалов.
- «Монарх долины[англ.]» (сериал, Великобритания, 2000—2005 годы): в сериале замок служит вымышленным поместьем Гленбогл. Благодаря популярности сериала, который шёл на канале BBC несколько лет, замок стал известен на всю страну.
- «Мисс Марпл», часть «Объявлено убийство» (сериал, Великобритания, 1985 год).
- «Миссис Браун» (художественный фильм, Великобритания, 1997 год).
- «Рыба моей мечты» (художественный фильм, Великобритания, 2011 год) и
- «Король вне закона» (художественный фильм, Великобритания, США, 2018 год).
- «Чужестранка» (сериал, Великобритания, США, 2014 год — настоящее время).
- «Корона» (сериал, Великобритания, США, 2016 год — настоящее время). В этом сериале комплекс исполняет роль замка Балморал.
- «Не время умирать» (художественный фильм, Великобритания, США, 2021 год).
- «The Grand Tour» (телепрограмма, Великобритания, 2020).

## Галерея

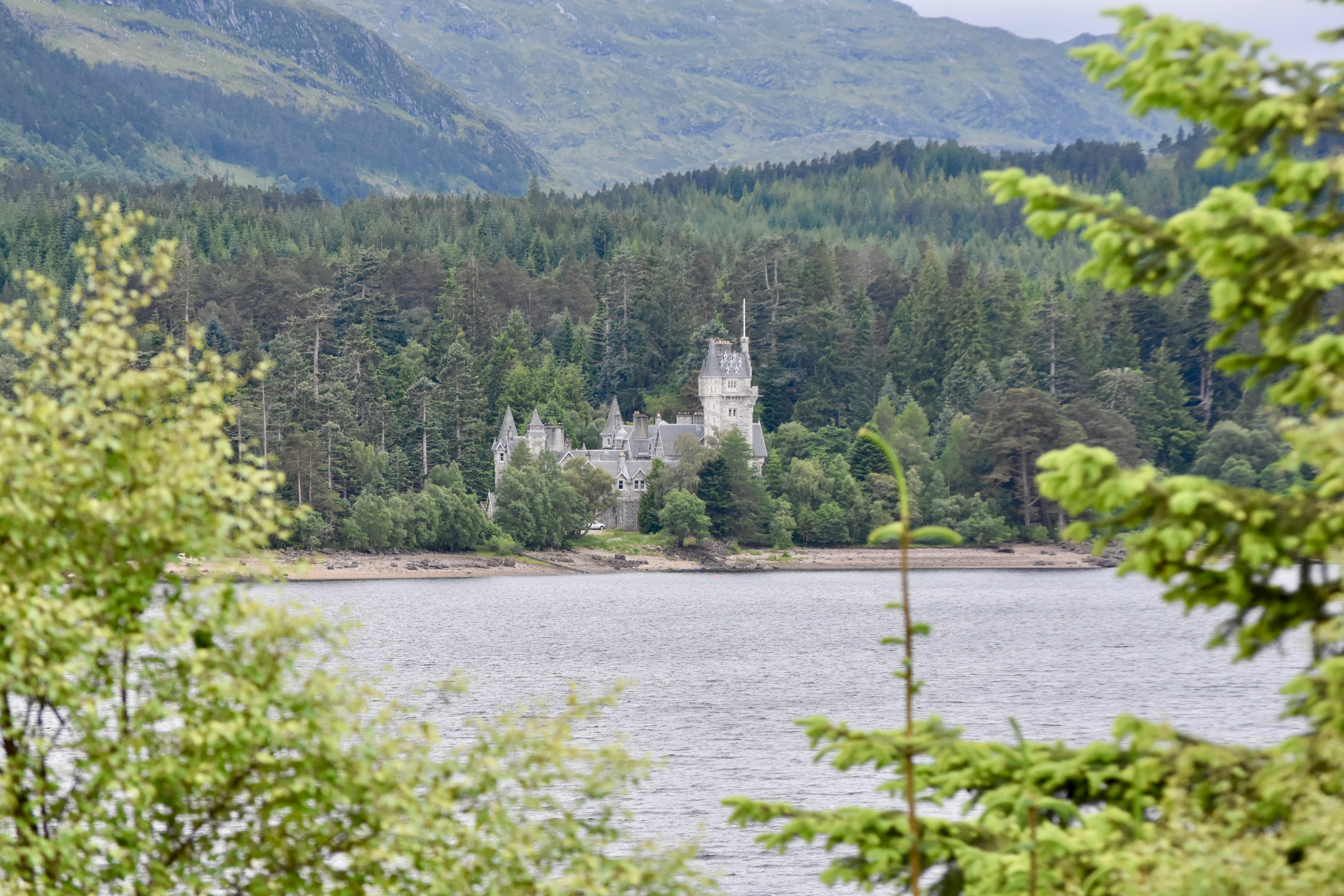
Вид замка с противоположного берега озера
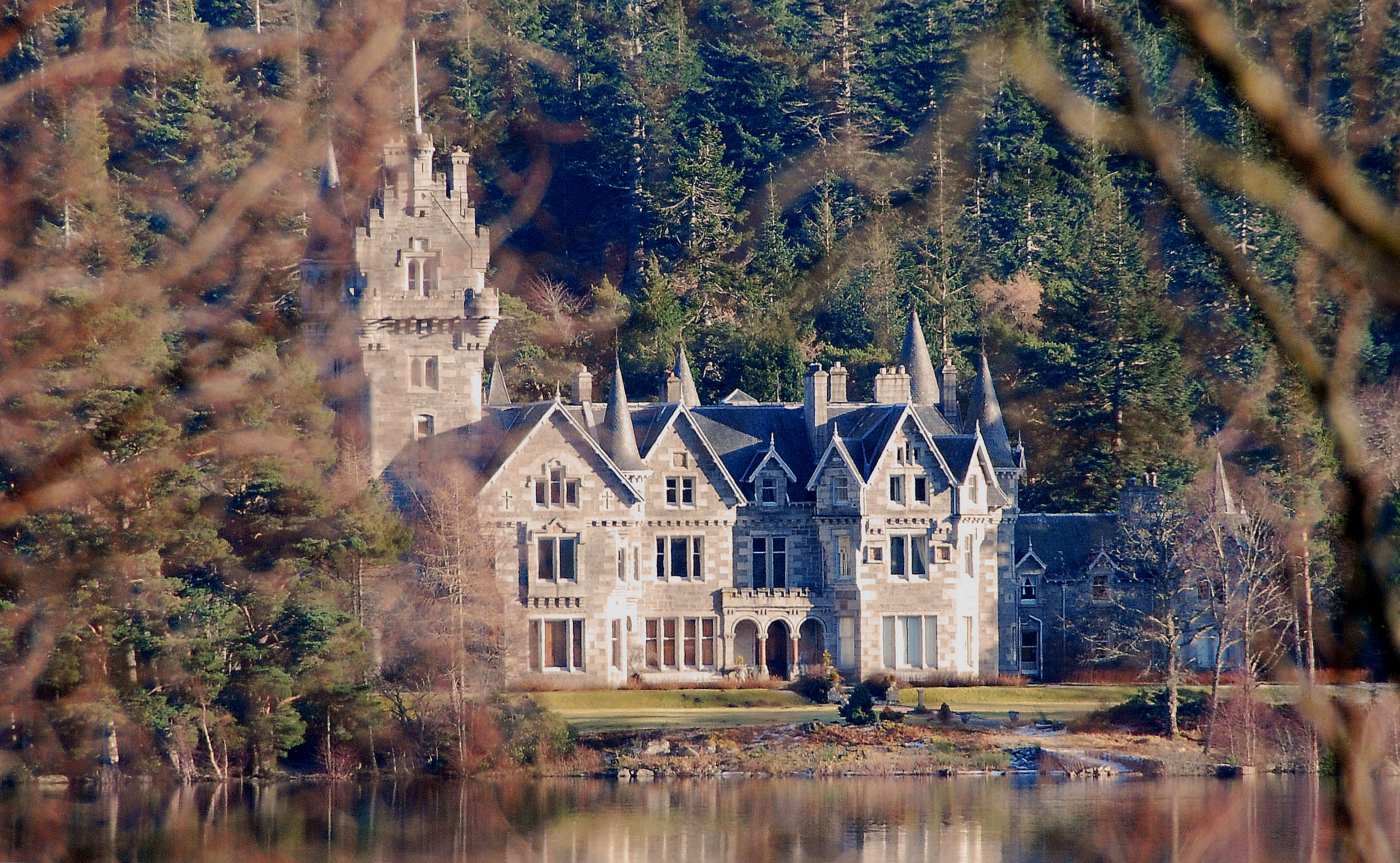
Замок со стороны воды
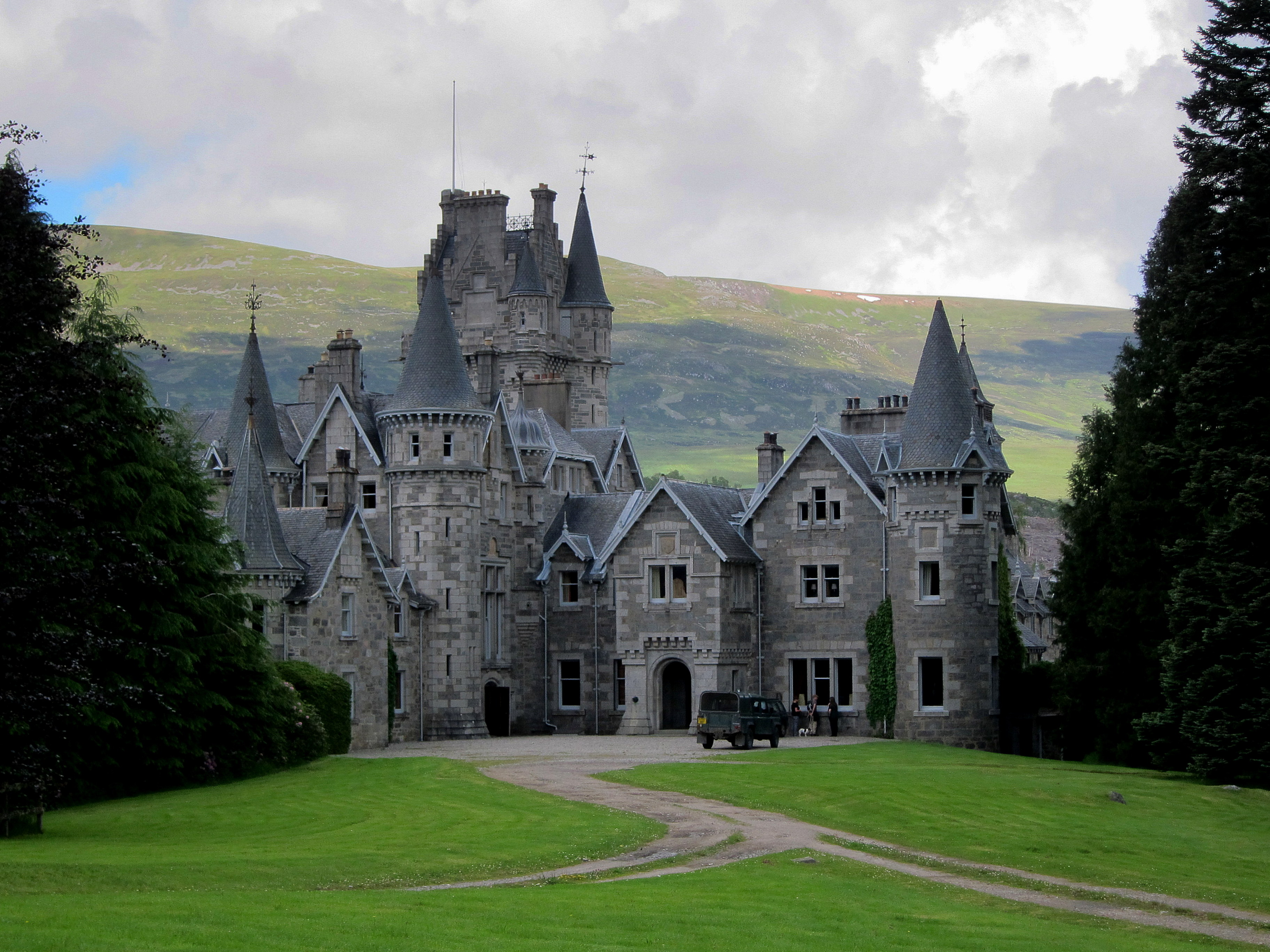
Южный фасад замка
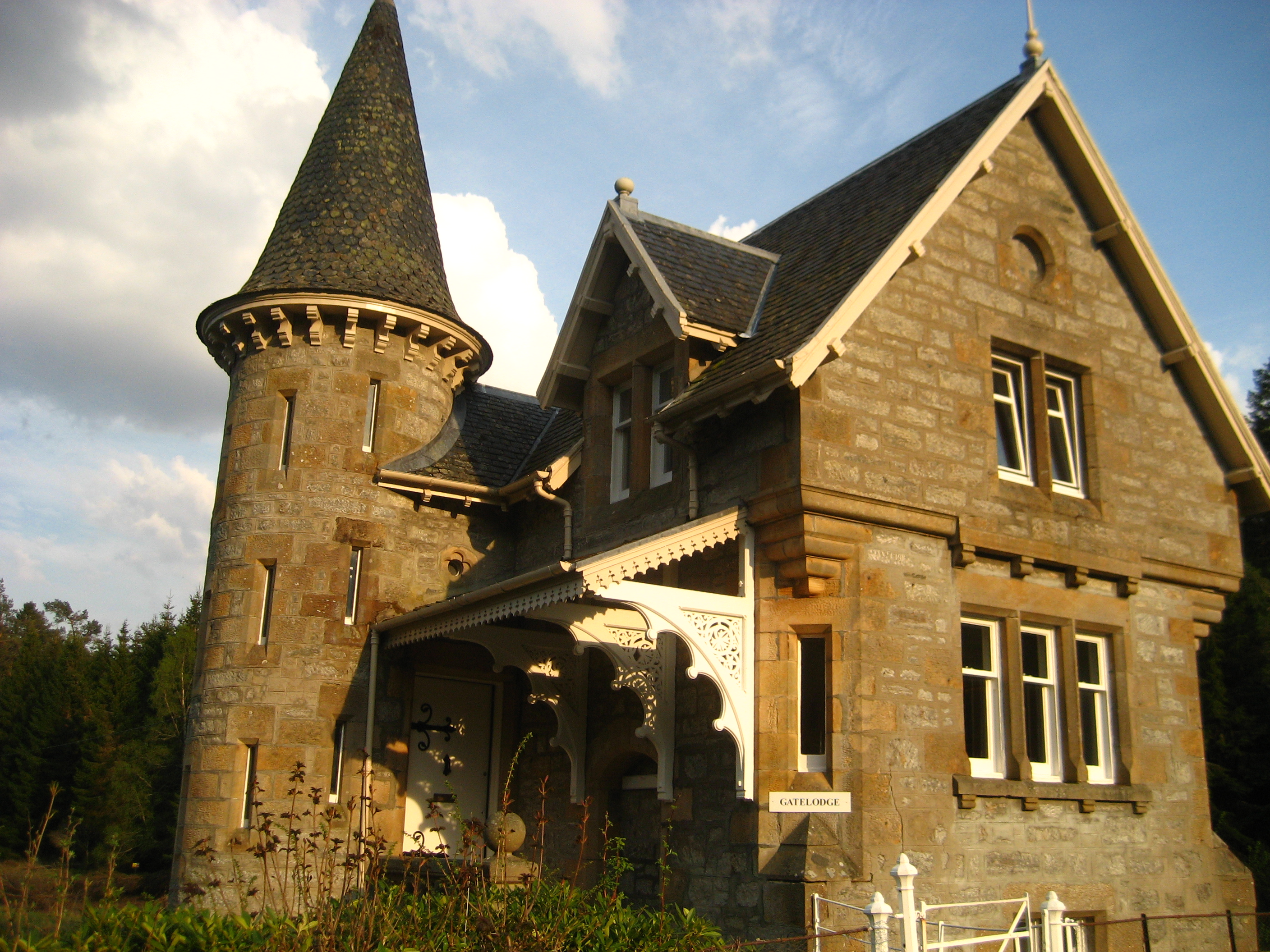
Сторожка, построенная недалеко от замка